# Eugenio Sánchez
Pour les articles homonymes, voir Sánchez.
Sánchez  López est un nom espagnol. Le premier nom de famille, en général paternel, est Sánchez ; le second, en général maternel, souvent omis, est López.
Eugenio Sánchez López (né le 10 mars 1999 à Albacete) est un coureur cycliste espagnol. Il est membre de l'équipe Kern Pharma.

## Biographie
Eugenio Sánchez commence le cyclisme dès son plus jeune âge grâce à son grand-père, passionné de ce sport. Durant sa carrière amateur, il combine le vélo avec des études de sport à l'université Miguel-Hernández, dans la province d'Alicante,. 
En catégorie cadet et junior, il évolue dans les équipes Restaurante Zafiro et Castillo de Onda. Lors de la saison 2017, il se distingue en remportant la Vuelta al Besaya, une course réputée chez les jeunes cyclistes espagnols. Il rejoint ensuite l'équipe amateur Lizarte en 2018, où il reste pendant quatre ans. Principalement équipier, il parvient toutefois à briller dans les courses par étapes en remportant le Tour de Castellón en 2019 et le Tour de Zamora en 2021. 
Il passe finalement professionnel en 2022 au sein de l'équipe Kern Pharma. Il commence sa saison au Grand Prix de Valence, où il est membre de l'échappée du jour.

## Palmarès
- 2017
  - Vuelta al Besaya :
    - Classement général
    - 1re étape
- 2019
  - Tour de Castellón :
    - Classement général
    - 3e étape

  - 3e de l'Udako Kriteriuma
- 2021
  - Classement général du Tour de Zamora